# Aalborg Energie Technik
Aalborg Energie Technik A/S er en dansk ingeniørvirksomhed med hovedsæde i Aalborg. Virksomheden blev stiftet i 1995 og leverer og servicerer biomassefyrede kedler, kraftværker og kraftvarmeværker i størrelsen 25-170 MW.
Aalborg Energie Technik havde i regnskabsåret 2009 en omsætning på knap 100 mio. kr. Det gennemsnitlige antal medarbejdere var ca. 50 (2009).

Aalborg Energie Technik A/S har leveret til markeder i bl.a. Storbritannien, Italien, Tyskland, Østrig, Frankrig og Danmark. 